# یواس‌اس سل‌استورم (دی‌یی-۲۵۵)
یواس‌اس سل‌استورم (دی‌یی-۲۵۵) (به انگلیسی: USS Sellstrom (DE-255)) یک کشتی بود که طول آن ۳۰۶ فوت (۹۳ متر) بود. این کشتی در سال ۱۹۴۳ ساخته شد.